# Museumshof Winsen

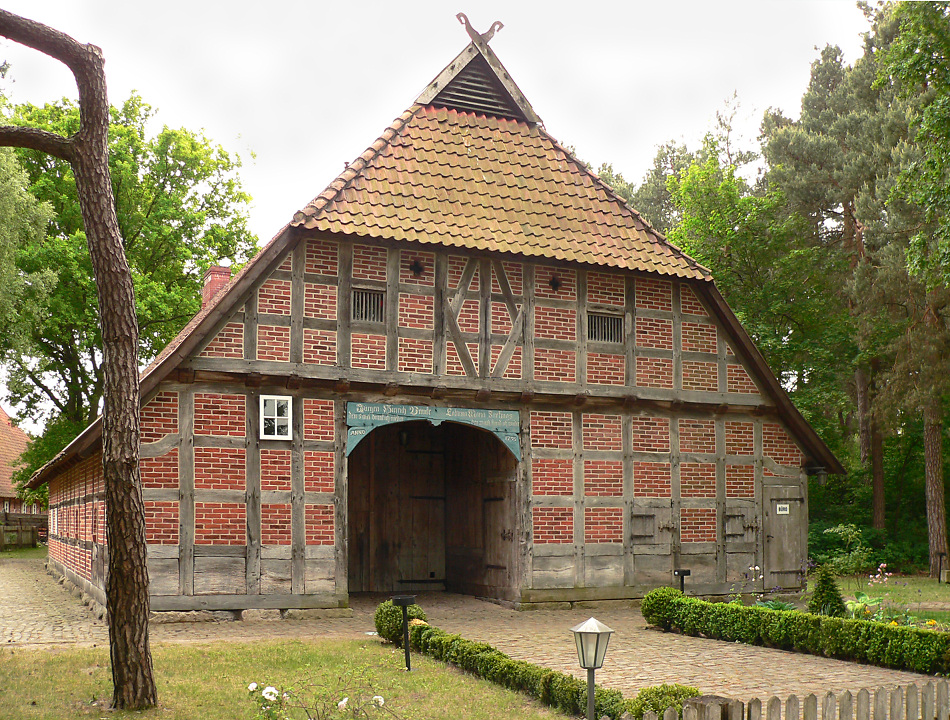
Hallenhaus Dat groode Hus von 1795, heute kultureller Veranstaltungsort

Der Museumshof Winsen ist ein Freilichtmuseum in Winsen (Aller) in Niedersachsen, das 1982 entstand. Das Museum besteht aus einer typischen Hofanlage der südlichen Lüneburger Heide, um die sich weitere regionaltypische Gebäude gruppieren.

## Museumsgelände
Das Museumsgelände liegt innerhalb der Wohnbebauung von Winsen. Es ist in ein weitläufiges, teils baumbestandenes Gelände mit einer Anhöhe und heidetypischem Erscheinungsbild eingebettet.
Museumsträger ist der Winser Heimatverein. e. V., der 1979 von zehn Personen gegründet wurde. Derzeit (2019) gehören dem Verein etwa 700 Mitglieder an. Die Vereinsangehörigen haben die Baumaßnahmen auf dem Museumsgelände zu einem Großteil in Eigenarbeit geleistet.

## Gebäude
Alle Gebäude des Freilichtmuseums wurden an diesen Standort transloziert. Ihre Entstehungszeit liegt zwischen der Mitte des 17. Jahrhunderts und dem 20. Jahrhundert. Die Inneneinrichtungen und die ausgestellten Arbeitsgeräte stammen hauptsächlich aus dem 19. Jahrhundert.

### Hofanlage

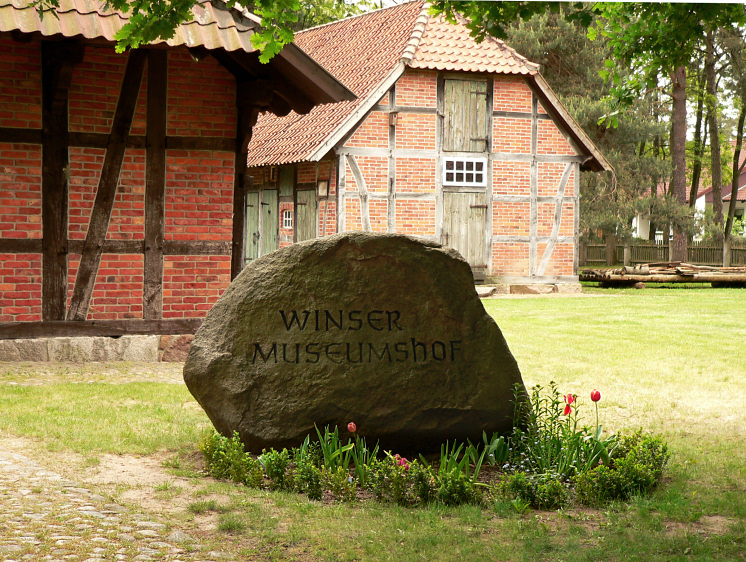
Beschrifteter Stein vor dem Hauptgebäude von 1653, rechts Schweinestall

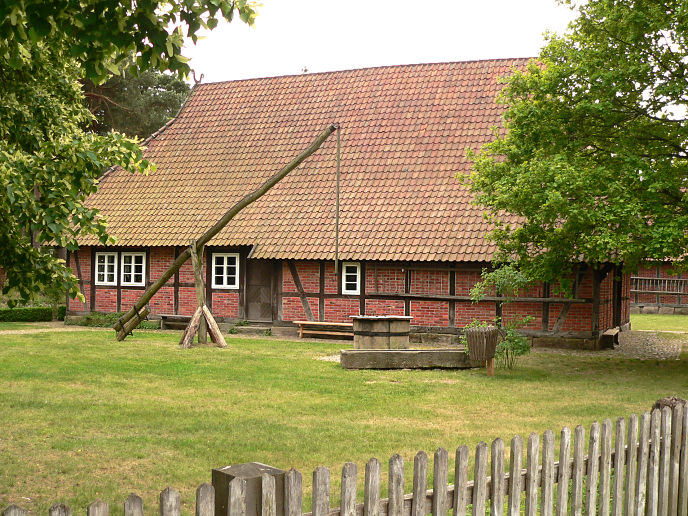
Das Hauptgebäude mit dem Ziehbrunnen

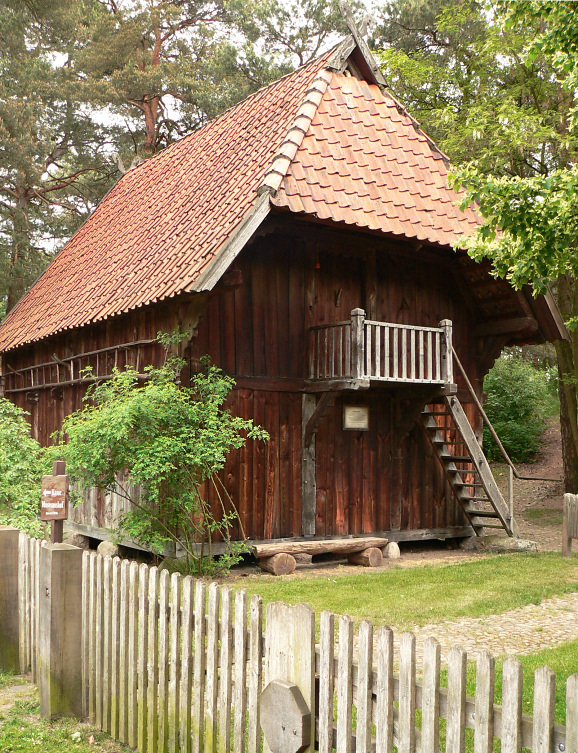
Treppenspeicher

Mittelpunkt des Museums ist eine bäuerliche Hofanlage der Südheide, der sechs historische Gebäude angehören. Hauptgebäude ist ein 1653 in Winsen errichtetes niederdeutsches Hallenhaus in Zweiständerbauweise. 1980 wurde es an seinem früheren Standort abgetragen und 1982 als erstes Gebäude des Freilichtmuseums an seinem neuen Standort wieder aufgebaut.
Zu den Nebengebäuden zählt eine Scheune von 1727 in Dreiständerbauweise. Eine 1840 errichtete Heuscheune stammt aus Hornbostel (Gemeinde Wietze). Ihr Holz wurde bereits zuvor in anderen Gebäuden verwendet. Der Schweinestall von 1860 stand bis 1985 auf einer Hofanlage in Südwinsen. Ein Treppenspeicher aus der ersten Hälfte des 18. Jahrhunderts beinhaltet Ausstellungen mit Imkereigeräten und mit Wäschestücken aus Leinen. Der Speicher wurde 1981 von seinem Standort auf dem Truppenübungsplatz Bergen nach hier versetzt. Das Backhaus mit dem Lehmbackofen wurden nach alten Vorbildern frei rekonstruiert. Zweimal im Jahr wird der Ofen angeheizt um Brot zu backen.

### Weitere Gebäude
Auf dem Museumsgelände, angrenzend an die Hofanlage, wurden weitere historische Gebäude der Region aufgebaut. Hauptgebäude ist das 1795 in Buchholz (Aller) errichtete Dat groode Hus, das hier 1991 aufgebaut wurde. Als größtes Gebäude des Museumsgeländes wird es für kulturelle Veranstaltungen, wie Konzerte, Lesungen, Vorträge, genutzt. In ihm befindet sich ein Trauzimmer der Gemeinde. 2005 wurde der Kalandhof wieder errichtet, der seit 1781 in Winsen stand. Die Benennung beruht auf der Abgabepflicht der Erbauer gegenüber der Kaland-Bruderschaft. Hier befindet sich heute das Museumscafé. Weitere Gebäude sind ein 1860 entstandenes Kutschenhaus sowie zwei weitere Treppenspeicher. Ein Bienenstand präsentiert die in der Region früher weit verbreitete Heideimkerei. Außerdem gibt es einen Obstgarten mit Apfelbaumsorten der Region.